# Wojciech Jasiński (muzyk)
Wojciech Jasiński, właśc. Waldemar Wojciech Jasiński (ur. 19 grudnia 1961 w Jeleniej Górze) – polski muzyk, instrumentalista, kompozytor.

## Życiorys
Wojciech Jasiński rozpoczął swoją karierę muzyczną w 1978 w Klubie Fabrycznym w Nowej Dębie, gdzie wstąpił do swojego pierwszego zespołu rockowego – Sagittarius. Następnie grał w zespołach Kant i Guliwer, z którym zagrał w roku 1983 na dużej scenie na Festiwalu w Jarocinie. Pierwszy projekt solowy – Krzyżtopór – został wydany w roku 1992. Kolejny album – Apokalipsa – został nagrany w latach 1993–1994 i ukazał się w roku 1997. Muzyka Wojtka Jasińskiego znana jest między innymi w Japonii, Ameryce i Francji. Ilustrują nią swoje dzieła autorzy filmów dokumentalnych i programów telewizyjnych.

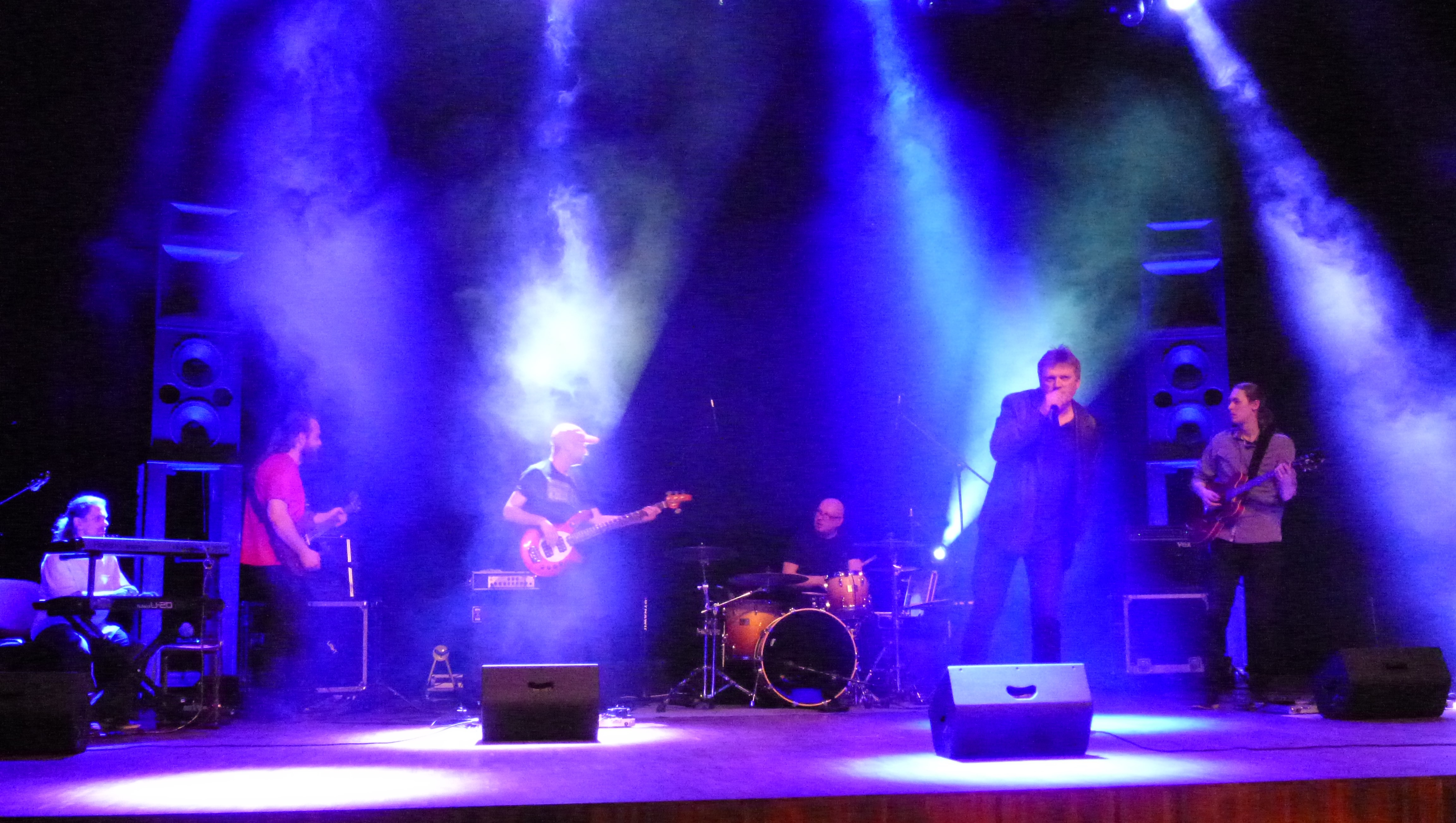
Wojciech Jasiński (2016)

Obecnie pracuje nad nowym projektem Boanerges, którego otwarcie w formie koncertu „Spotkanie po latach”, miało miejsce w Nowej Dębie w dniu 21 kwietnia 2016 z udziałem zaproszonych gości: Grzegorz Pawelec, Arkadiusz Rębisz, Filip Rojek, Dariusz Babiarz i Konrad Magda.

## Dyskografia
- Krzyżtopór (1992)
- Apokalipsa (1997)